# Ligne 45 (Infrabel)
Pour les articles homonymes, voir Ligne 45.
La ligne 45 (Infrabel) est une ligne ferroviaire (désaffectée) du réseau des chemins de fer belges, qui était notamment un ancien embranchement de la Vennbahn. Elle est fermée définitivement en 2006.
Après d'importants travaux elle devient, en 2010, un RAVeL sur la totalité de son parcours entre Trois-Ponts et Waimes.

## Chronologie
- 20 février 1867, ouverture de Trois-Ponts à Stavelot par Société royale grand-ducale des chemins de fer Guillaume-Luxembourg[1]
- 1er décembre 1885, ouverture de Waimes à Malmedy par les Chemins de fer d'État de la Prusse (KPEV)
- 1872, nationalisation de la ligne Trois-Ponts - Stavelot
- 5 janvier 1914, ouverture de Stavelot à Malmedy par les KPEV et les Chemins de fer de l'État belge.
- 30 mai 1959, fermeture trafic voyageurs sur la totalité de la ligne.
- 2010 l'ensemble de la ligne est un RAVeL.

## Histoire

### De Trois-Ponts à Stavelot
La section de Trois-Ponts à Stavelot est un tronçon de la ligne de Gouvy à Spa (actuelles lignes 44 et 42), réalisée en prolongement de la ligne de Luxembourg à Troisvierges (actuelle ligne 1), construite par Société royale grand-ducale des chemins de fer Guillaume-Luxembourg, mise en service et exploitée, à partir du 20 février 1867, par la société, française, des Chemins de fer de l'Est.
Après la guerre de 1870 perdue par les Français, l'État belge rachète la ligne et l'exploite lui-même à partir de 1872.

### De Waimes à Malmédy
La deuxième section mise en service va de Waimes à Malmedy est à cette époque entièrement située sur le territoire de la Prusse. C'est le premier tronçon de la future Vennbahn qui reliait Aix-la-Chapelle à Malmedy. Ce tronçon de ligne est établi dans une vallée encaissée où coule la Warchenne, une petite rivière que la ligne franchit à au moins 10 reprises. Il est construit par l'administration des chemins de fer de l'État prussien et inauguré le 1er décembre 1885.

### De Malmédy à Stavelot
La section centrale de Malmedy à Stavelot est alors située en Prusse de Malmedy à Masta et en Belgique de Masta à Stavelot. La voie est prolongée de Malmedy à la frontière Belgique-Prusse en 1909 par les chemins de fer prussiens, mais l'État Belge inquiet des visées stratégiques prussiennes repoussera la jonction des deux réseaux avant de la mettre en service le 5 janvier 1914.
Le petit village de Masta accueillit une gare-frontière, qui comportait par conséquent un bâtiment largement dimensionné. Il fut démoli, sans doute après la fin du service des voyageurs.

### Début duXXesiècle
Lors de la Première Guerre mondiale (1914-1918) l'armée de l'Empire allemand envahit la Belgique, la ligne est utilisée pour le transport des troupes vers le front.
À la fin du conflit, la défaite allemande, permet à l'État belge de récupérer le réseau situé sur son territoire. Un important trafic de « charbons réparation » maintient l'activité jusqu'au début des années 1930 mais le trafic des marchandises entre Trois-Ponts et le bassin liégeois abandonne l'itinéraire historique via Stavelot. La Deuxième Guerre mondiale apporte de nouveau une utilisation militaire allemande de la ligne.

### Déclin et fermeture
Après 1945 la SNCB reprend l'exploitation de la ligne, mais le trafic voyageurs étant de plus en plus faible elle le ferme le 30 mai 1959 entre Trois-Ponts et Waimes et reporte ce transport sur la route. Seul subsiste un faible trafic marchandise complété par des trains touristiques événementiels, affrétés par la SNCB dès le début des années 1970. Néanmoins, à la fin des années 1980, la voie est remise en état, sur les fonds de la défense nationale, pour permettre la desserte de Sourbrodt par l'armée qui ne peut plus y accéder par le nord. L'inauguration de cette réhabilitation de la voie a lieu le 25 août 1989 avec un train circulant de Trois-Ponts à Waimes puis Weywerts. Un nouveau trafic de trains touristiques utilisa la ligne jusqu'à la fin de l'année 2001, notamment ceux de l'association créée pour circuler sur la Vennbahn et ses embranchements et divers trains spéciaux. En 2003 circulent le dernier train de grumes et le dernier train militaire. En 2004 des trains spéciaux sont organisés pour une dernière circulation sur la ligne et ses voisines.
Pour le tronçon de Trois-Ponts à Malmédy une commande ponctuelle d'une entreprise privée repousse l'échéance en apportant de nouvelles circulations du 5 mai 2005 au 4 octobre 2006, dernier trafic commercial de la ligne. Le conseil d'administration d'Infrabel approuve la fermeture et le déclassement de la ligne, le 29 juin 2006.
Le 3 juillet 2010, a lieu l'inauguration du RAVeL qui utilise la plateforme de l'ancienne voie ferrée entre Trois-Ponts et Waimes.

## Galerie de photographies

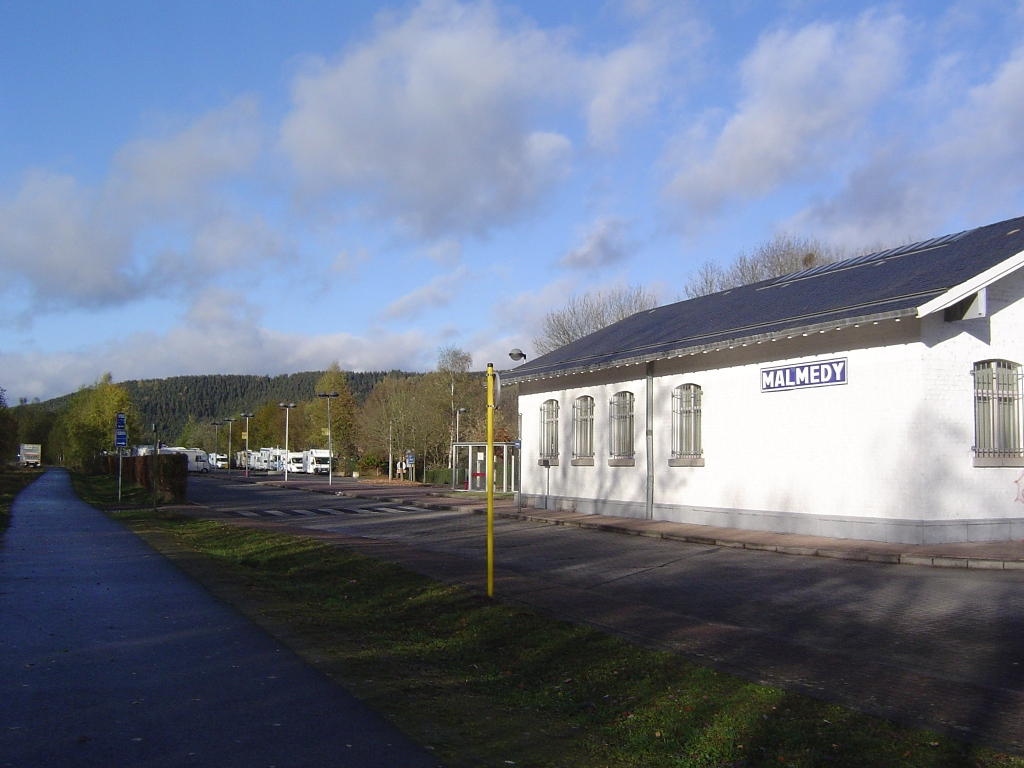
Ancienne gare de Malmedy
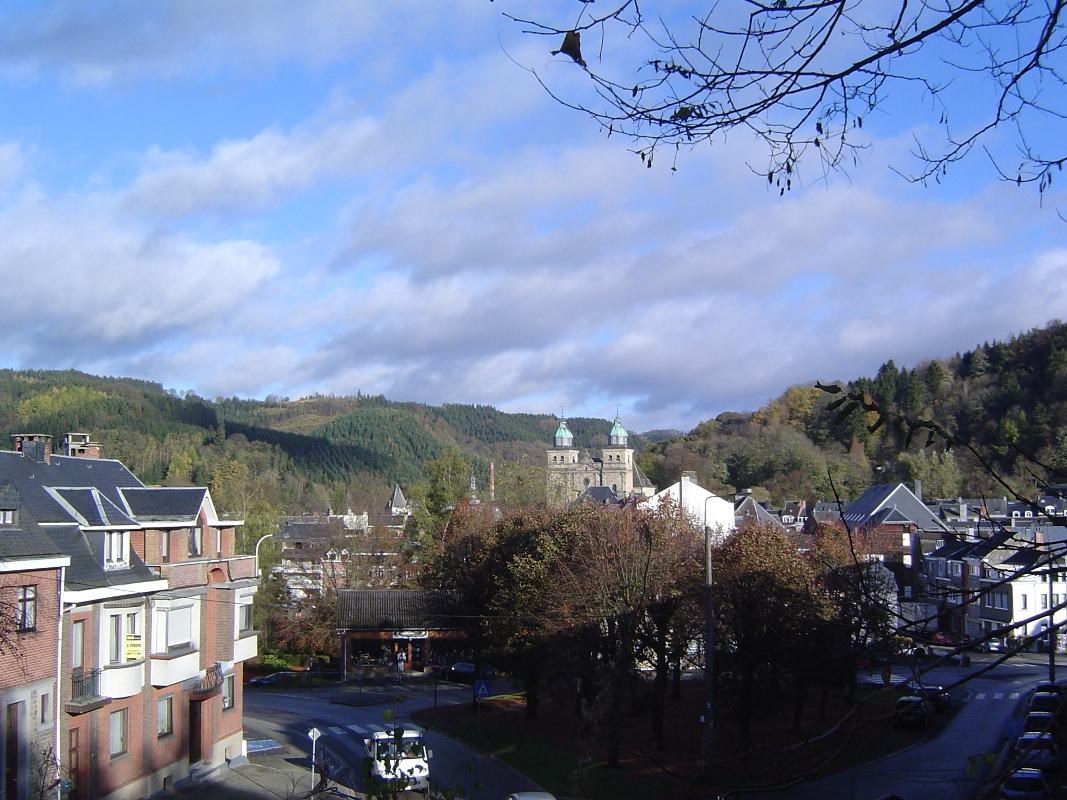
Malmedy, vu du RAVeL 45
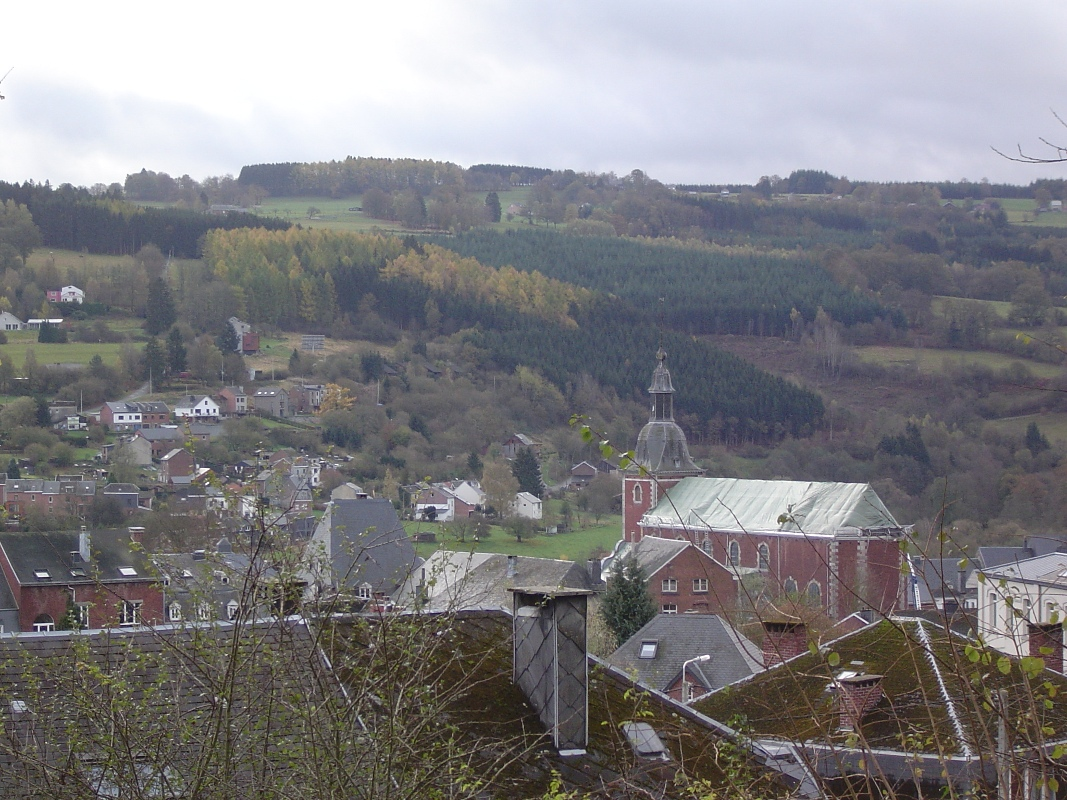
Stavelot, vu du RAVeL 45
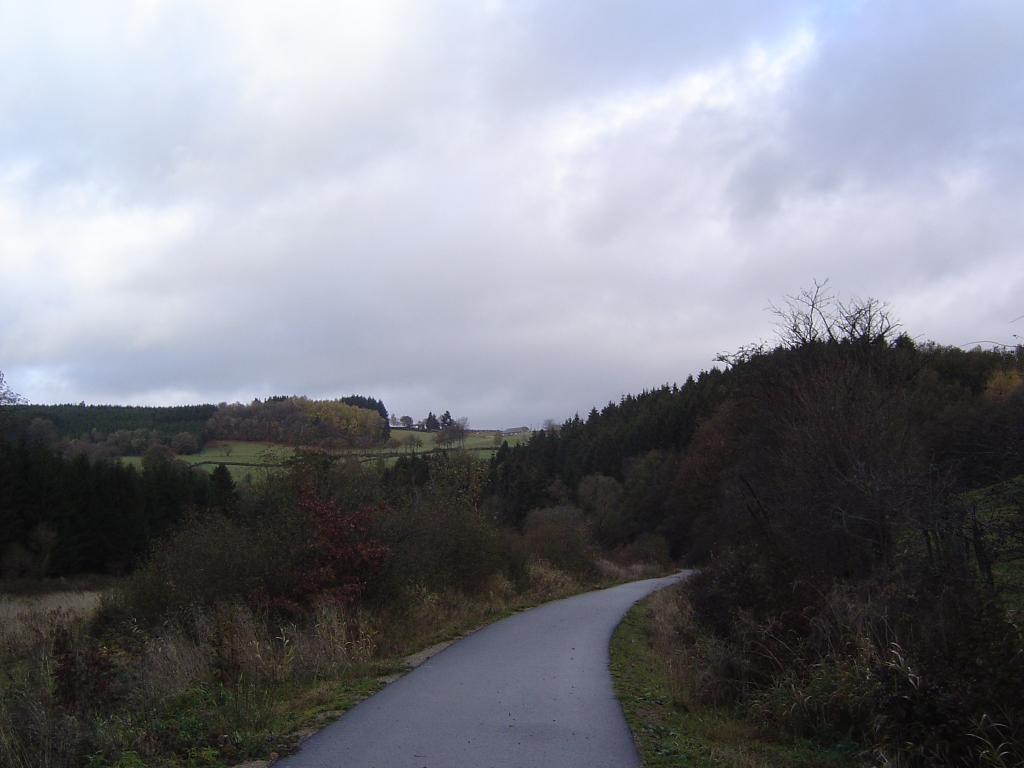
Entre Waimes et Malmedy
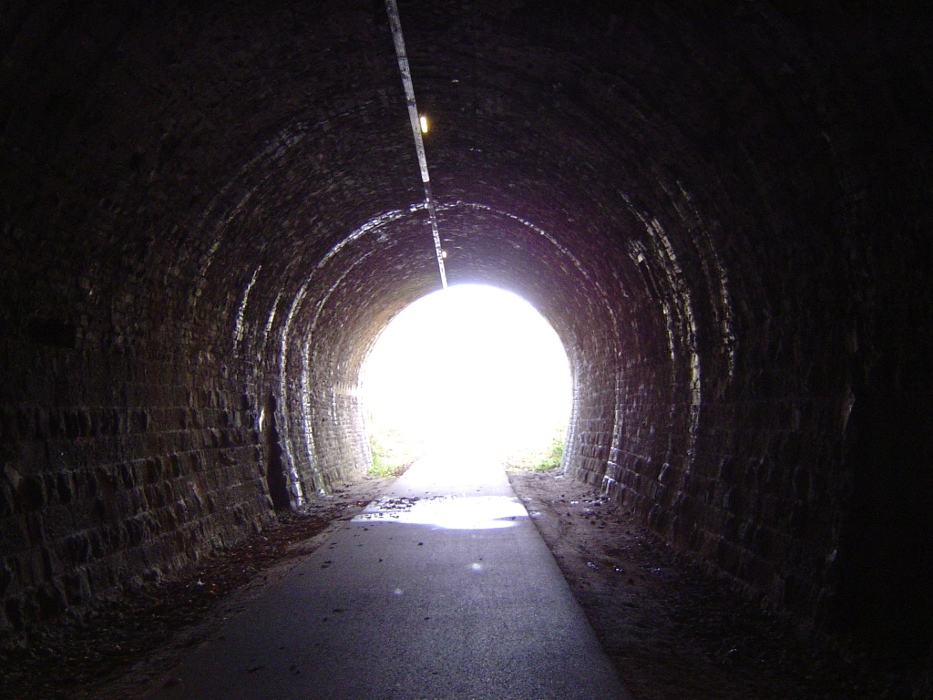
Tunnel entre Malmedy et Stavelot.